# La hora del lobo
La hora del lobo es una película sueca de terror de 1968 escrita y dirigida por Ingmar Bergman. Está protagonizada por Max von Sydow y Liv Ullmann. La historia explora la desaparición del pintor ficticio Johan Borg (Von Sydow), quien vive en una isla con su esposa Alma (Ullmann) mientras se encuentra plagado de aterradoras visiones y de insomnio. Fue estrenada en Estocolmo el 19 de febrero de 1968.
Bergman originalmente concibió gran parte de la historia como parte de un guion no producido (titulado The Cannibals), el cual abandonó para hacer la película Persona (1966). Bergman se inspiró en la ópera de Wolfgang Amadeus Mozart La flauta mágica y en la novela The Golden Pot de E.T.A. Hoffmann, así como en algunas de sus propias pesadillas.
Los temas de La hora del lobo incluyen la locura (en particular la experimentada por un artista), la sexualidad y las relaciones, transmitidos mediante un estilo surrealista y con elementos del folclore. Críticos y analistas del film han encontrado también alusiones a leyendas de vampiros y hombres lobo. Algunos autores han relacionado la historia que presenta esta obra directamente con la vida de Bergman y su relación con Ullmann; Bergman dijo que estaba experimentando su propia "hora del lobo" cuando concibió el argumento.
La película se encontró inicialmente con críticas negativas en Suecia. En años posteriores, recibió críticas generalmente positivas y fue clasificada como una de las "50 Mejores películas jamás realizadas" en una encuesta de directores del año 2012 hecha por el British Film Institute.

## Sinopsis
El artista Johan Borg y su mujer, Alma, viven en una isla cerca de la costa. Johan sufre pesadillas que dibuja en su cuaderno de bocetos.
Una mujer visita a Alma y le incita a leer el diario de Johan. Al hacerlo, Alma se entera de que Johan se ha reencontrado en la isla con Verónica Vogler, una mujer con la que compartió años de su vida. Informa a Alma de que están invitados a una cena en el palacio del Barón von Merken, en otra parte de la isla. En el palacio, Alma descubre que las personas que allí se encuentran tienen las mismas características que los personajes de las pesadillas de Johan que este ha dibujado en su cuaderno. Durante la noche, los invitados asisten a una representación un aria de "La flauta mágica" de Mozart en un teatro de marionetas.
De vuelta a casa, Alma cuenta a Johan que ha leído su diario, y él a su vez le confiesa cómo ha matado a un chico que le había tentado y provocado en un acantilado. Uno de los personajes del castillo les visita para invitarles a una fiesta en la que estará Verónica Vogler, y les deja una pistola para protegerse. Alma, celosa, pide explicaciones sobre la relación de Johan con Verónica, y éste le dispara y vuelve al palacio a encontrarse con Verónica. El cadáver de Veronica yace en una de las salas, pero, al acariciar Johan su cuerpo, vuelve a la vida. Alma, que sólo ha sido herida, explica cómo, tras dispararle, y salir, Johan volvió, escribió durante horas y luego salió al bosque. Alma sale tras él, sin encontrarlo.
Fragmento del guion:

"La hora del lobo es el momento entre la noche y la aurora cuando la mayoría de la gente muere, cuando el sueño es más profundo, cuando las pesadillas son más reales, cuando los insomnes se ven acosados por sus mayores temores, cuando los fantasmas y los demonios son más poderosos..."

Ingmar Bergman, La hora del lobo.

## Reparto
- Max von Sydow - Johan Borg
- Liv Ullmann - Alma Borg
- Gertrud Fridh - Corinne von Merkens
- Georg Rydeberg - Lindhorst
- Erland Josephson - Baron von Merkens
- Naima Wifstrand - Señora mayor con sombrero
- Ulf Johansson - Heerbrand
- Gudrun Brost - Gamla Fru von Merkens
- Bertil Anderberg - Ernst von Merkens
- Ingrid Thulin - Veronica Vogler

## Recepción

### Crítica
En el agregador de reseñas Rotten Tomatoes , la película tiene una calificación de aprobación del 89%, basada en 18 reseñas con una calificación promedio de 7.5 / 10. En 1992, el crítico James Monaco calificó a "La hora del lobo" con tres puntos sobre cinco, y lo calificó como un "ejercicio de buena actuación".
En 1968, Renata Adler de The New York Times opinó que "no es una de las grandes películas de Bergman", pero revisó positivamente la actuación de von Sydow, Ullmann y Thulin. Roger Ebert calificó a "La hora del lobo" con tres puntos de cuatro, calificándola como "una película difícil y no del todo exitosa", y atribuyendo a Bergman el logro de "resultados profundamente emocionales con escenas muy austeras y casi objetivas".

### Premios y nominaciones
En el National Board of Review, Ullmann fue ganadora como Mejor Actriz por su actuación en La hora del lobo y Vergüenza. En el National Society of Film Critics, Ullmann fue candidata para Mejor Actriz y Ingmar Bergman fue ganador como Mejor Director.